# Stazione di Lewisham
La stazione di Lewisham è una stazione ferroviaria e della Docklands Light Railway, situata a Lewisham nell'omonimo borgo londinese. Si trova all'intersezione delle linee Londra-Dover, Lewisham-Dartford (via Bexleyheath), Lewisham-Hayes, Lewisham-Nunhead e Lewisham-Rochester.

## Storia
La linea per Rochester venne inaugurata il 30 luglio 1849 dalla South Eastern Railway collegando Strood a London Bridge. La stazione originaria si trovava ad est di Lewisham Road. Con l'apertura della ferrovia Lewisham-Hayes, nel 1857, venne costruita una nuova stazione a ovest in modo da servire entrambe le linee.
Il 22 novembre 1999 venne inaugurata l'estensione a Lewisham della Docklands Light Railway con treni provenienti da Bank.

## Movimento
Lewisham è un nodo ferroviario con servizi ferroviari suburbani e regionali operati da Southeastern.
È inoltre il capolinea dalle relazioni della Docklands Light Railway provenienti da Bank e da Stratford.
In occasione di interventi sull'infrastruttura della linea di Greenwich Park, i servizi della rete Thameslink vengono normalmente deviati attraverso Lewisham, fornendo un collegamento temporaneo con Luton a nord e Rainham a est.

## Interscambi
Nelle vicinanze della stazione effettuano fermata numerose linee automobilistiche urbane, gestita da London Buses.
- Fermata autobus